# باشگاه فوتبال سپاهان در آسیا
این نوشتار آمار بازی‌های رسمی آسیایی و بین‌المللی باشگاه فوتبال سپاهان اصفهان را دربردارد. تمامی مسابقاتی که تیم فوتبال سپاهان در رقابت‌های لیگ قهرمانان آسیا و جام باشگاه‌های جهان انجام داده است ، در فهرست زیر قرار دارد. از مهم ترین افتخارات باشگاه فوتبال سپاهان در تورنمنت های اسیایی و  بین المللی می توان به یک عنوان نایب قهرمانی در لیگ قهرمانان اسیا در سال 2007 و همچنین یک عنوان پنجمی  جام باشگاه های فوتبال جهان اشاره کرد.

## فهرست بازی‌ها
| ردیف | تاریخ            | مکان     | حریف              | نتیجهٔ بازی         | نتیجه    | گلزنان                                                    | مرحله              | مسابقات                     |
| ---- | ---------------- | -------- | ----------------- | ------------------ | -------- | --------------------------------------------------------- | ------------------ | --------------------------- |
| ۱    | ۲۱ بهمن ۱۳۸۲     | اصفهان   | نفتچی             | ۰–۴                | برد      | کریمی (۲) سیدصالحی (۲)                                    | مرحله گروهی گروه D | لیگ قهرمانان آسیا ۲۰۰۴      |
| ۲    | ۵ اسفند ۱۳۸۲     | کویت     | العربی            | ۲–۲                | مساوی    | خطیبی کریمی                                               | مرحله گروهی گروه D | لیگ قهرمانان آسیا ۲۰۰۴      |
| ۳    | ۱۹ فروردین ۱۳۸۳  | اصفهان   | الاتحاد           | ۲–۳                | برد      | کریمی (۲) خطیبی                                           | مرحله گروهی گروه D | لیگ قهرمانان آسیا ۲۰۰۴      |
| ۴    | ۱ اردیبهشت ۱۳۸۳  | جده      | الاتحاد           | ۴–۰                | باخت     | —                                                         | مرحله گروهی گروه D | لیگ قهرمانان آسیا ۲۰۰۴      |
| ۵    | ۱۵ اردیبهشت ۱۳۸۳ | فرغانه   | نفتچی             | ۱–۳                | برد      | فرشباف سیدصالحی طالب‌نسب                                   | مرحله گروهی گروه D | لیگ قهرمانان آسیا ۲۰۰۴      |
| ۶    | ۲۹ اردیبهشت ۱۳۸۳ | اصفهان   | العربی            | ۱–۳                | برد      | فرشباف کریمی طالب‌نسب                                      | مرحله گروهی گروه D | لیگ قهرمانان آسیا ۲۰۰۴      |
| ۷    | ۱۹ اسفند ۱۳۸۳    | ریاض     | الشباب            | ۱–۱                | مساوی    | کریمی                                                     | مرحله گروهی گروه B | لیگ قهرمانان آسیا ۲۰۰۵      |
| ۸    | ۲۶ اسفند ۱۳۸۳    | اصفهان   | العین             | ۱–۱                | مساوی    | بزیک                                                      | مرحله گروهی گروه B | لیگ قهرمانان آسیا ۲۰۰۵      |
| ۹    | ۱۷ فروردین ۱۳۸۴  | دمشق     | الوحده            | ۱–۳                | برد      | خطیبی (۳)                                                 | مرحله گروهی گروه B | لیگ قهرمانان آسیا ۲۰۰۵      |
| ۱۰   | ۳۱ فروردین ۱۳۸۴  | اصفهان   | الوحده            | ۰–۲                | برد      | خطیبی (پنالتی) بزیک                                       | مرحله گروهی گروه B | لیگ قهرمانان آسیا ۲۰۰۵      |
| ۱۱   | ۲۱ اردیبهشت ۱۳۸۴ | اصفهان   | الشباب            | ۰–۱                | برد      | عقیلی                                                     | مرحله گروهی گروه B | لیگ قهرمانان آسیا ۲۰۰۵      |
| ۱۲   | ۴ خرداد ۱۳۸۴     | العین    | العین             | ۳–۲                | باخت     | کریمی بنگر                                                | مرحله گروهی گروه B | لیگ قهرمانان آسیا ۲۰۰۵      |
| ۱۳   | ۱۶ اسفند ۱۳۸۵    | اصفهان   | الاتحاد           | ۱–۲                | برد      | سیدصالحی (۲)                                              | مرحله گروهی گروه D | لیگ قهرمانان آسیا ۲۰۰۷      |
| ۱۴   | ۱ فروردین ۱۳۸۶   | ریاض     | الشباب            | ۰–۱                | برد      | سیدصالحی                                                  | مرحله گروهی گروه D | لیگ قهرمانان آسیا ۲۰۰۷      |
| ۱۵   | ۲۲ فروردین ۱۳۸۶  | العین    | العین             | ۳–۲                | باخت     | سیدصالحی رضا                                              | مرحله گروهی گروه D | لیگ قهرمانان آسیا ۲۰۰۷      |
| ۱۶   | ۵ اردیبهشت ۱۳۸۶  | اصفهان   | العین             | ۱–۱                | مساوی    | پاپی                                                      | مرحله گروهی گروه D | لیگ قهرمانان آسیا ۲۰۰۷      |
| ۱۷   | ۱۹ اردیبهشت ۱۳۸۶ | حلب      | الاتحاد           | ۰–۵                | برد      | ابوالهیل نوری (۲) رضا (۲)                                 | مرحله گروهی گروه D | لیگ قهرمانان آسیا ۲۰۰۷      |
| ۱۸   | ۲ خرداد ۱۳۸۶     | اصفهان   | الشباب            | ۰–۱                | برد      | سیدصالحی                                                  | مرحله گروهی گروه D | لیگ قهرمانان آسیا ۲۰۰۷      |
| ۱۹   | ۲۸ شهریور ۱۳۸۶   | اصفهان   | کاوازاکی          | ۰–۰                | مساوی    | —                                                         | یک چهارم نهایی     | لیگ قهرمانان آسیا ۲۰۰۷      |
| ۲۰   | ۴ مهر ۱۳۸۶       | کاواساکی | کاوازاکی          | ۰–۰(۴–۵)(پنالتی‌ها) | مساوی    | پنالتی‌ها: عقیلی نویدکیا ابوالهیل بهادرانی اکبری           | یک چهارم نهایی     | لیگ قهرمانان آسیا ۲۰۰۷      |
| ۲۱   | ۱۱ مهر ۱۳۸۶      | اصفهان   | الوحده            | ۱–۳                | برد      | کریمی (۲) نویدکیا (پنالتی)                                | نیمه نهایی         | لیگ قهرمانان آسیا ۲۰۰۷      |
| ۲۲   | ۲ آبان ۱۳۸۶      | ابوظبی   | الوحده            | ۰–۰                | مساوی    | —                                                         | نیمه نهایی         | لیگ قهرمانان آسیا ۲۰۰۷      |
| ۲۳   | ۱۶ آبان ۱۳۸۶     | اصفهان   | اوراوا رد         | ۱–۱                | مساوی    | کریمی                                                     | فینال              | لیگ قهرمانان آسیا ۲۰۰۷      |
| ۲۴   | ۲۳ آبان ۱۳۸۶     | سایتاما  | اوراوا رد         | ۲–۰                | باخت     | —                                                         | فینال              | لیگ قهرمانان آسیا ۲۰۰۷      |
| ۲۵   | ۱۶ آذر ۱۳۸۶      | توکیو    | ویتاکر یونایتد    | ۱–۳                | برد      | رضا (۲) ابوالهیل                                          | پلی‌آف              | جام باشگاه‌های جهان ۲۰۰۷     |
| ۲۶   | ۱۹ آذر ۱۳۸۶      | تویوتا   | اوراوا رد         | ۳–۱                | باخت     | کریمی                                                     | یک چهارم نهایی     | جام باشگاه‌های جهان ۲۰۰۷     |
| ۲۷   | ۲۲ اسفند ۱۳۸۶    | اصفهان   | الاتحاد           | ۲–۰                | باخت     | —                                                         | مرحله گروهی گروه A | لیگ قهرمانان آسیا ۲۰۰۸      |
| ۲۸   | ۲۹ اسفند ۱۳۸۶    | تاشکند   | بنیادکار          | ۲–۰                | باخت     | —                                                         | مرحله گروهی گروه A | لیگ قهرمانان آسیا ۲۰۰۸      |
| ۲۹   | ۲۱ فروردین ۱۳۸۷  | تهران    | الاتحاد           | ۱–۲                | برد      | سیدصالحی عقیلی                                            | مرحله گروهی گروه A | لیگ قهرمانان آسیا ۲۰۰۸      |
| ۳۰   | ۴ اردیبهشت ۱۳۸۷  | جده      | الاتحاد           | ۰–۱                | برد      | رضا                                                       | مرحله گروهی گروه A | لیگ قهرمانان آسیا ۲۰۰۸      |
| ۳۱   | ۱۸ اردیبهشت ۱۳۸۷ | حلب      | الاتحاد           | ۲–۱                | باخت     | عقیلی                                                     | مرحله گروهی گروه A | لیگ قهرمانان آسیا ۲۰۰۸      |
| ۳۲   | ۱ خرداد ۱۳۸۷     | تهران    | بنیادکار          | ۱–۱                | مساوی    | علی‌محمدی                                                  | مرحله گروهی گروه A | لیگ قهرمانان آسیا ۲۰۰۸      |
| ۳۳   | ۲۱ اسفند ۱۳۸۷    | اصفهان   | الشباب            | ۰–۲                | برد      | جعفرپور سا                                                | مرحله گروهی گروه D | لیگ قهرمانان آسیا ۲۰۰۹      |
| ۳۴   | ۲۸ اسفند ۱۳۸۷    | دمام     | الاتفاق           | ۲–۱                | باخت     | خطیبی                                                     | مرحله گروهی گروه D | لیگ قهرمانان آسیا ۲۰۰۹      |
| ۳۵   | ۱۹ فروردین ۱۳۸۸  | تاشکند   | بنیادکار          | ۲–۲                | مساوی    | عقیلی رضا                                                 | مرحله گروهی گروه D | لیگ قهرمانان آسیا ۲۰۰۹      |
| ۳۶   | ۱ اردیبهشت ۱۳۸۸  | اصفهان   | بنیادکار          | ۱–۰                | باخت     | —                                                         | مرحله گروهی گروه D | لیگ قهرمانان آسیا ۲۰۰۹      |
| ۳۷   | ۱۵ اردیبهشت ۱۳۸۸ | دبی      | الشباب            | ۲–۱                | باخت     | رضا                                                       | مرحله گروهی گروه D | لیگ قهرمانان آسیا ۲۰۰۹      |
| ۳۸   | ۲۹ اردیبهشت ۱۳۸۸ | اصفهان   | الاتفاق           | ۰–۳                | برد      | پاپی اصغری عزیززاده                                       | مرحله گروهی گروه D | لیگ قهرمانان آسیا ۲۰۰۹      |
| ۳۹   | ۵ اسفند ۱۳۸۸     | ریاض     | الشباب            | ۱–۱                | مساوی    | حسینی                                                     | مرحله گروهی گروه C | لیگ قهرمانان آسیا ۲۰۱۰      |
| ۴۰   | ۱۹ اسفند ۱۳۸۸    | اصفهان   | العین             | ۰–۰                | مساوی    | —                                                         | مرحله گروهی گروه C | لیگ قهرمانان آسیا ۲۰۱۰      |
| ۴۱   | ۳ فروردین ۱۳۸۹   | تاشکند   | پاختاکور          | ۲–۱                | باخت     | جمشیدیان                                                  | مرحله گروهی گروه C | لیگ قهرمانان آسیا ۲۰۱۰      |
| ۴۲   | ۱۱ فروردین ۱۳۸۹  | اصفهان   | پاختاکور          | ۰–۲                | برد      | توره بنگر                                                 | مرحله گروهی گروه C | لیگ قهرمانان آسیا ۲۰۱۰      |
| ۴۳   | ۲۴ فروردین ۱۳۸۹  | اصفهان   | الشباب            | ۰–۱                | برد      | جمشیدیان                                                  | مرحله گروهی گروه C | لیگ قهرمانان آسیا ۲۰۱۰      |
| ۴۴   | ۷ اردیبهشت ۱۳۸۹  | العین    | العین             | ۲–۰                | باخت     | —                                                         | مرحله گروهی گروه C | لیگ قهرمانان آسیا ۲۰۱۰      |
| ۴۵   | ۱۰ اسفند ۱۳۸۹    | ریاض     | الهلال            | ۱–۲                | برد      | توره جانواریو                                             | مرحله گروهی گروه A | لیگ قهرمانان آسیا ۲۰۱۱      |
| ۴۶   | ۲۴ اسفند ۱۳۸۹    | اصفهان   | الجزیره           | ۱–۵                | برد      | جمشیدیان (۲) توره یانوش کاظمیان                           | مرحله گروهی گروه A | لیگ قهرمانان آسیا ۲۰۱۱      |
| ۴۷   | ۱۶ فروردین ۱۳۹۰  | اصفهان   | الغرافه           | ۰–۲                | برد      | عقیلی (پنالتی) جمشیدیان                                   | مرحله گروهی گروه A | لیگ قهرمانان آسیا ۲۰۱۱      |
| ۴۸   | ۳۱ فروردین ۱۳۹۰  | دوحه     | الغرافه           | ۱–۰                | باخت     | —                                                         | مرحله گروهی گروه A | لیگ قهرمانان آسیا ۲۰۱۱      |
| ۴۹   | ۱۴ اردیبهشت ۱۳۹۰ | اصفهان   | الهلال            | ۱–۱                | مساوی    | نویدکیا                                                   | مرحله گروهی گروه A | لیگ قهرمانان آسیا ۲۰۱۱      |
| ۵۰   | ۲۱ اردیبهشت ۱۳۹۰ | ابوظبی   | الجزیره           | ۱–۴                | برد      | کاظمیان توره (۲) عنایتی                                   | مرحله گروهی گروه A | لیگ قهرمانان آسیا ۲۰۱۱      |
| ۵۱   | ۳ خرداد ۱۳۹۰     | اصفهان   | بنیادکار          | ۱–۳                | برد      | جانواریو توره عقیلی (پنالتی)                              | یک هشتم نهایی      | لیگ قهرمانان آسیا ۲۰۱۱      |
| ۵۲   | ۲۳ شهریور ۱۳۹۰   | اصفهان   | السد              | ۰–۱۳–۰             | بردباخت* | ابراهیمی                                                  | یک چهارم نهایی     | لیگ قهرمانان آسیا ۲۰۱۱      |
| ۵۳   | ۶ مهر ۱۳۹۰       | دوحه     | السد              | ۱–۲                | برد      | رضا اشجاری                                                | یک چهارم نهایی     | لیگ قهرمانان آسیا ۲۰۱۱      |
| ۵۴   | ۱۷ اسفند ۱۳۹۰    | اصفهان   | النصر             | ۰–۱                | برد      | سزار                                                      | مرحله گروهی گروه C | لیگ قهرمانان آسیا ۲۰۱۲      |
| ۵۵   | ۲ فروردین ۱۳۹۱   | جده      | الاهلی            | ۱–۱                | مساوی    | سزار                                                      | مرحله گروهی گروه C | لیگ قهرمانان آسیا ۲۰۱۲      |
| ۵۶   | ۱۵ فروردین ۱۳۹۱  | اصفهان   | لخویا             | ۱–۲                | برد      | حسینی سزار                                                | مرحله گروهی گروه C | لیگ قهرمانان آسیا ۲۰۱۲      |
| ۵۷   | ۳۰ فروردین ۱۳۹۱  | دوحه     | لخویا             | ۱–۰                | باخت     | —                                                         | مرحله گروهی گروه C | لیگ قهرمانان آسیا ۲۰۱۲      |
| ۵۸   | ۱۲ اردیبهشت ۱۳۹۱ | دبی      | النصر             | ۰–۳                | برد      | سزار سوکای سیدصالحی                                       | مرحله گروهی گروه C | لیگ قهرمانان آسیا ۲۰۱۲      |
| ۵۹   | ۲۶ اردیبهشت ۱۳۹۱ | اصفهان   | الاهلی            | ۱–۲                | برد      | سوکای بنگر                                                | مرحله گروهی گروه C | لیگ قهرمانان آسیا ۲۰۱۲      |
| ۶۰   | ۲ خرداد ۱۳۹۱     | اصفهان   | استقلال           | ۰–۲                | برد      | سزار بنگر                                                 | یک هشتم نهایی      | لیگ قهرمانان آسیا ۲۰۱۲      |
| ۶۱   | ۲۹ شهریور ۱۳۹۱   | اصفهان   | الاهلی            | ۰–۰                | مساوی    | —                                                         | یک چهارم نهایی     | لیگ قهرمانان آسیا ۲۰۱۲      |
| ۶۲   | ۱۱ مهر ۱۳۹۱      | جده      | الاهلی            | ۴–۱                | باخت     | طالبی                                                     | یک چهارم نهایی     | لیگ قهرمانان آسیا ۲۰۱۲      |
| ۶۳   | ۹ اسفند ۱۳۹۱     | اصفهان   | النصر             | ۰–۳                | برد      | سوکای (۲) ابراهیمی                                        | مرحله گروهی گروه C | لیگ قهرمانان آسیا ۲۰۱۳      |
| ۶۴   | ۲۳ اسفند ۱۳۹۱    | دوحه     | الغرافه           | ۳–۱                | باخت     | احمدی                                                     | مرحله گروهی گروه C | لیگ قهرمانان آسیا ۲۰۱۳      |
| ۶۵   | ۱۳ فروردین ۱۳۹۲  | اصفهان   | الاهلی            | ۴–۲                | باخت     | سوکای طالبی                                               | مرحله گروهی گروه C | لیگ قهرمانان آسیا ۲۰۱۳      |
| ۶۶   | ۲۱ فروردین ۱۳۹۲  | جده      | الاهلی            | ۴–۱                | باخت     | جالوویچ                                                   | مرحله گروهی گروه C | لیگ قهرمانان آسیا ۲۰۱۳      |
| ۶۷   | ۳ اردیبهشت ۱۳۹۲  | دبی      | النصر             | ۱–۲                | برد      | جالوویچ غلامی                                             | مرحله گروهی گروه C | لیگ قهرمانان آسیا ۲۰۱۳      |
| ۶۸   | ۱۰ اردیبهشت ۱۳۹۲ | اصفهان   | الغرافه           | ۱–۳                | برد      | جهان‌عالیان غلامی خلعتبری                                  | مرحله گروهی گروه C | لیگ قهرمانان آسیا ۲۰۱۳      |
| ۶۹   | ۷ اسفند ۱۳۹۲     | دوحه     | السد              | ۳–۱                | باخت     | شریفی                                                     | مرحله گروهی گروه D | لیگ قهرمانان آسیا ۲۰۱۴      |
| ۷۰   | ۲۱ اسفند ۱۳۹۲    | اصفهان   | الهلال            | ۲–۳                | برد      | بولکو شریفی سوکای                                         | مرحله گروهی گروه D | لیگ قهرمانان آسیا ۲۰۱۴      |
| ۷۱   | ۲۸ اسفند ۱۳۹۲    | اصفهان   | شباب الاهلی       | ۲–۱                | باخت     | فن دیک                                                    | مرحله گروهی گروه D | لیگ قهرمانان آسیا ۲۰۱۴      |
| ۷۲   | ۱۲ فروردین ۱۳۹۳  | دبی      | شباب الاهلی       | ۰–۰                | مساوی    | —                                                         | مرحله گروهی گروه D | لیگ قهرمانان آسیا ۲۰۱۴      |
| ۷۳   | ۲۶ فروردین ۱۳۹۳  | اصفهان   | السد              | ۰–۴                | برد      | شریفی (۲) سوکای گل‌به‌خودی                                  | مرحله گروهی گروه D | لیگ قهرمانان آسیا ۲۰۱۴      |
| ۷۴   | ۲ اردیبهشت ۱۳۹۳  | ریاض     | الهلال            | ۱–۰                | باخت     | —                                                         | مرحله گروهی گروه D | لیگ قهرمانان آسیا ۲۰۱۴      |
| ۷۵   | ۴ اسفند ۱۳۹۴     | اصفهان   | النصر             | ۰–۲                | برد      | پریرا (۲)                                                 | مرحله گروهی گروه A | لیگ قهرمانان آسیا ۲۰۱۶      |
| ۷۶   | ۱۱ اسفند ۱۳۹۴    | دبی      | النصر             | ۲–۰                | باخت     | —                                                         | مرحله گروهی گروه A | لیگ قهرمانان آسیا ۲۰۱۶      |
| ۷۷   | ۲۵ اسفند ۱۳۹۴    | اصفهان   | لوکوموتیو         | ۲–۰                | باخت     | —                                                         | مرحله گروهی گروه A | لیگ قهرمانان آسیا ۲۰۱۶      |
| ۷۸   | ۱۸ فروردین ۱۳۹۵  | تاشکند   | لوکوموتیو         | ۱–۰                | باخت     | —                                                         | مرحله گروهی گروه A | لیگ قهرمانان آسیا ۲۰۱۶      |
| ۷۹   | ۱ اردیبهشت ۱۳۹۵  | دوحه     | الاتحاد           | ۴–۰                | باخت     | —                                                         | مرحله گروهی گروه A | لیگ قهرمانان آسیا ۲۰۱۶      |
| ۸۰   | ۱۵ اردیبهشت ۱۳۹۵ | مسقط     | الاتحاد           | ۲–۰                | باخت     | —                                                         | مرحله گروهی گروه A | لیگ قهرمانان آسیا ۲۰۱۶      |
| ۸۱   | ۲۲ بهمن ۱۳۹۸     | العین    | العین             | ۰–۴                | برد      | محبی استنلی رفیعی طیبی                                    | مرحله گروهی گروه D | لیگ قهرمانان آسیا ۲۰۲۰      |
| ۸۲   | ۲۹ بهمن ۱۳۹۸     | دوحه     | السد              | ۳–۰                | باخت     | —                                                         | مرحله گروهی گروه D | لیگ قهرمانان آسیا ۲۰۲۰      |
| ۸۳   | ۲۵ شهریور ۱۳۹۹   | دوحه     | النصر             | ۲–۰                | باخت     | —                                                         | مرحله گروهی گروه D | لیگ قهرمانان آسیا ۲۰۲۰      |
| ۸۴   | ۲۸ شهریور ۱۳۹۹   | دوحه     | النصر             | ۲–۰                | باخت     | —                                                         | مرحله گروهی گروه D | لیگ قهرمانان آسیا ۲۰۲۰      |
| ۸۵   | ۳۱ شهریور ۱۳۹۹   | دوحه     | العین             | ۰–۰                | مساوی    | —                                                         | مرحله گروهی گروه D | لیگ قهرمانان آسیا ۲۰۲۰      |
| ۸۶   | ۳ مهر ۱۳۹۹       | دوحه     | السد              | ۱–۲                | برد      | میرزایی شهباززاده                                         | مرحله گروهی گروه D | لیگ قهرمانان آسیا ۲۰۲۰      |
| ۸۷   | ۱۸ فروردین ۱۴۰۱  | بریده    | پاختاکور          | ۱–۳                | برد      | مغانلو (۲) حسینی                                          | مرحله گروهی گروه D | لیگ قهرمانان آسیا ۲۰۲۲      |
| ۸۸   | ۲۱ فروردین ۱۴۰۱  | بریده    | الدحیل            | ۱–۰                | باخت     | —                                                         | مرحله گروهی گروه D | لیگ قهرمانان آسیا ۲۰۲۲      |
| ۸۹   | ۲۵ فروردین ۱۴۰۱  | بریده    | التعاون           | ۳–۰                | باخت     | —                                                         | مرحله گروهی گروه D | لیگ قهرمانان آسیا ۲۰۲۲      |
| ۹۰   | ۲۹ فروردین ۱۴۰۱  | بریده    | التعاون           | ۱–۱                | مساوی    | مغانلو                                                    | مرحله گروهی گروه D | لیگ قهرمانان آسیا ۲۰۲۲      |
| ۹۱   | ۲ اردیبهشت ۱۴۰۱  | بریده    | پاختاکور          | ۱–۲                | برد      | شهباززاده (۲)                                             | مرحله گروهی گروه D | لیگ قهرمانان آسیا ۲۰۲۲      |
| ۹۲   | ۶ اردیبهشت ۱۴۰۱  | بریده    | الدحیل            | ۵–۲                | باخت     | نژادمهدی رفیعی                                            | مرحله گروهی گروه D | لیگ قهرمانان آسیا ۲۰۲۲      |
| ۹۳   | ۲۷ شهریور ۱۴۰۲   | اربیل    | نیروی هوایی       | ۲–۲                | مساوی    | دانشگر قربانی                                             | مرحله گروهی گروه C | لیگ قهرمانان آسیا ۲۰۲۳      |
| ۹۴   | ۱ آبان ۱۴۰۲      | آلمالیق  | آلمالیق           | ۱–۳                | برد      | رضاییان (۲) اسدی                                          | مرحله گروهی گروه C | لیگ قهرمانان آسیا ۲۰۲۳      |
| ۹۵   | ۱۵ آبان ۱۴۰۲     | تهران    | آلمالیق           | ۰–۹                | برد      | احمدزاده اسدی حسین‌نژاد(۲) قربانی رضاییان آل‌کثیر(۲) مغانلو | مرحله گروهی گروه C | لیگ قهرمانان آسیا ۲۰۲۳      |
| ۹۶   | ۶ آذر ۱۴۰۲       | تهران    | نیروی هوایی       | ۰–۱                | برد      | احمدزاده                                                  | مرحله گروهی گروه C | لیگ قهرمانان آسیا ۲۰۲۳      |
| ۹۷   | ۱۳ آذر ۱۴۰۲      | مکه      | الاتحاد           | ۲–۱                | باخت     | رضاییان                                                   | مرحله گروهی گروه C | لیگ قهرمانان آسیا ۲۰۲۳      |
| ۹۸   | ۲۶ بهمن ۱۴۰۲     | اصفهان   | الهلال            | ۳–۱                | باخت     | رضاییان                                                   | یک هشتم نهایی      | لیگ قهرمانان آسیا ۲۰۲۳      |
| ۹۹   | ۳ اسفند ۱۴۰۲     | ریاض     | الهلال            | ۳–۱                | باخت     | احمدزاده                                                  | یک هشتم نهایی      | لیگ قهرمانان آسیا ۲۰۲۳      |
| ۱۰۰  | ۱۶ مرداد ۱۴۰۳    | اصفهان   | شباب الاهلی       | ۴–۱                | باخت     | محبی                                                      | پلی‌آف              | لیگ نخبگان آسیا ۲۵–۲۰۲۴     |
| ۱۰۱  | ۲۷ شهریور ۱۴۰۳   | امان     | الوحدات           | ۲–۱                | باخت     | هنانوف                                                    | مرحله گروهی گروه C | لیگ قهرمانان آسیا ۲ ۲۵–۲۰۲۴ |
| ۱۰۲  | ۱۰ مهر ۱۴۰۳      | اصفهان   | استقلال تاجیکستان | ۰–۴                | برد      | کامارا آقایی پور(۲) دابو                                  | مرحله گروهی گروه C | لیگ قهرمانان آسیا ۲ ۲۵–۲۰۲۴ |
| ۱۰۳  | ۱ آبان ۱۴۰۳      | شارجه    | الشارجه           | ۳–۱                | باخت     | مهدی لیموچی                                               | مرحله گروهی گروه C | لیگ قهرمانان آسیا ۲ ۲۵–۲۰۲۴ |
| ۱۰۴  | ۱۵ آبان ۱۴۰۳     | دوحه     | الشارجه           | ۳-۱                | برد      | محمدامین حزباوی آریا یوسفی جواد آقایی پور                 | مرحله گروهی گروه C | لیگ قهرمانان آسیا ۲ ۲۵–۲۰۲۴ |
| ۱۰۴  | ۶ آذر ۱۴۰۳       | دوحه     | الوحدات           | ۱–۱                | مساوی    | استیون ان‌زونزی                                            | مرحله گروهی گروه C | لیگ قهرمانان آسیا ۲ ۲۵–۲۰۲۴ |
| ۱۰۵  | ۱۳ آذر ۱۴۰۳      | دوشنبه   | استقلال تاجیکستان | ۰–۲                | برد      | محمد کریمی(پنالتی) ابوبکر کامارا                          | مرحله گروهی گروه C | لیگ قهرمانان آسیا ۲ ۲۵–۲۰۲۴ |
| ۱۰۶  | ۲۰ مرداد ۱۴۰۴    | الریان   | الدحیل            | ۳–۲                | باخت     | حزباوی زکی‌پور                                             | پلی‌آف              | لیگ نخبگان آسیا ۲۶–۲۰۲۵     |
| ۱۰۷  | ۲۵ شهریور ۱۴۰۴   | امان     | الحسین اربد       |                    |          |                                                           | مرحله گروهی گروه C | لیگ قهرمانان آسیا ۲ ۲۶–۲۰۲۵ |
| ۱۰۸  | ۸ مهر ۱۴۰۴       | اصفهان   | موهون باگان       |                    |          |                                                           | مرحله گروهی گروه C | لیگ قهرمانان آسیا ۲ ۲۶–۲۰۲۵ |
| ۱۰۹  | ۲۹ مهر ۱۴۰۴      | عشق‌آباد  | آخال              |                    |          |                                                           | مرحله گروهی گروه C | لیگ قهرمانان آسیا ۲ ۲۶–۲۰۲۵ |
| ۱۱۰  | ۱۳ آبان ۱۴۰۴     | اصفهان   | آخال              |                    |          |                                                           | مرحله گروهی گروه C | لیگ قهرمانان آسیا ۲ ۲۶–۲۰۲۵ |
| ۱۱۱  | ۴ آذر ۱۴۰۴       | اصفهان   | الحسین اربد       |                    |          |                                                           | مرحله گروهی گروه C | لیگ قهرمانان آسیا ۲ ۲۶–۲۰۲۵ |
| ۱۱۲  | ۲ دی ۱۴۰۴        | کلکته    | موهون باگان       |                    |          |                                                           | مرحله گروهی گروه C | لیگ قهرمانان آسیا ۲ ۲۶–۲۰۲۵ |

* به دلیل استفاده از یک بازیکن دو اخطاره (رحمان احمدی)، بازی یک بر صفر بردهٔ تیم سپاهان، بر طبق قانون، سه بر صفر به سود حریف این تیم (السد قطر) تغییر کرد.

## عملکرد در مسابقات
باشگاه فوتبال سپاهان سومین باشگاه ایرانی است که به فینال مسابقات لیگ قهرمانان آسیا رسید. این باشگاه در سال ۲۰۰۷ با مربیگری لوکا بوناچیچ به مقام نایب قهرمانی در لیگ قهرمانان آسیا ۲۰۰۷ نیز دست یافت.
سپاهان تنها باشگاه ایرانی است که در مسابقات جام باشگاه‌های جهان حضور داشته است. این تیم دو بازی در این مسابقات انجام داده است که حاصل آن یک برد و یک باخت بوده است.
سپاهان که لقب «طوفان زرد آسیا» را یدک می‌کشد، با ۱۵ دوره حضور، در بین تیم‌های ایرانی بیشترین حضور را در مسابقات لیگ قهرمانان آسیا نیز داشته است.

## حضور در فینال لیگ قهرمانان آسیا
سپاهان از ایران و اوراوا رد دایموندز از ژاپن با از پیش رو برداشتن حریفان به فینال مسابقات لیگ قهرمانان آسیا ۲۰۰۷ رسیدند.
تیم فوتبال سپاهان، در تاریخ ۱۶ آبان ۱۳۸۶ و در دور رفت مسابقه فینال لیگ قهرمانان آسیا، در ورزشگاه فولادشهر اصفهان با مربیگری لوکا بوناچیچ به مصاف تیم فوتبال اوراوا رد ژاپن رفت که این دیدار با تساوی ۱–۱ پایان یافت. گل تیم سپاهان توسط محمود کریمی در دقیقهٔ ۴۷ به ثمر رسید. مسابقهٔ برگشت دو تیم اوراوا رد ژاپن و سپاهان ایران در روز ۲۳ آبان ۱۳۸۶ به میزبانی تیم ژاپنی و در ورزشگاه سایتاما برگزار شد. سپاهان که در مرحلهٔ یک چهارم نهایی این دوره از مسابقات، تیم ژاپنی کاوازاکی فرونتال را از پیش رو برداشته بود، این بار حریف دیگر تیم ژاپنی نشد و تیم فوتبال اوراوا رد با نتیجهٔ ۰–۲ به پیروزی رسید و تا با کسب نتیجهٔ ۱–۳ در مجموع دو بازی رفت و برگشت، به مقام قهرمانی لیگ قهرمانان آسیا ۲۰۰۷ دست یابد. بدین ترتیب تیم فوتبال سپاهان ایران با قبول این شکست، به مقام نایب قهرمانی لیگ قهرمانان آسیا ۲۰۰۷ رضایت داد.

### دور رفت
| تاریخ هفته | میزبان | نتیجه | مهمان | محل برگزاری |

| ۷ نوامبر ۲۰۰۷ (۱۶ آبان ۱۳۸۶) فینال رفت | سپاهان          | ۱ – ۱ | اوراوا رد دایموندز | فولادشهر، ایران                                                         |
| ۱۶:۰۰ (یوتی‌سی ۳:۳۰+)                   | محمود کریمی ۴۷' | گزارش | روبنسون پونتی ۴۵'  | ورزشگاه: ورزشگاه فولادشهر تماشاگران: ۳۰٬۰۰۰ نفر داور: سابخیدین محد صالح |

| سپاهان:      |    |                    |     |     |
|              |    |                    |     |     |
| GK           | 1  | عباس محمدی         |     |     |
| DF           | 5  | هادی عقیلی         |     |     |
| DF           | 8  | محسن بنگر          |     |     |
| DF           | 17 | جابا مجیری         |     |     |
| MF           | 4  | محرم نویدکیا (c)   |     |     |
| MF           | 6  | جلال اکبری         |     | '46 |
| MF           | 12 | عبدالوهاب ابوالهیل |     |     |
| MF           | 21 | سعید بیات          |     |     |
| MF           | 28 | احسان حاج‌صفی       | '60 |     |
| FW           | 13 | محمود کریمی        |     | '67 |
| FW           | 20 | عماد رضا           |     | '46 |
| ذخیره‌ها:     |    |                    |     |     |
| GK           | 22 | محمد سواری         |     |     |
| GK           | 24 | مسعود همامی        |     |     |
| DF           | 2  | حمید عزیززاده      |     |     |
| DF           | 7  | فرشاد بهادرانی     |     |     |
| MF           | 11 | حسین کاظمی         |     | '67 |
| FW           | 18 | محسن حمیدی         |     | '46 |
| MF           | 19 | جلال‌الدین علی‌محمدی |     |     |
| FW           | 23 | سیدمهدی سیدصالحی   |     |     |
| MF           | 25 | ابراهیم لوینیان    |     | '46 |
| MF           | 29 | بهزاد سلطانی       |     |     |
| MF           | 30 | حسین پاپی          |     |     |
| سرمربی:      |    |                    |     |     |
| لوکا بوناچیچ |    |                    |     |     |

| اوراوا رد:  |    |                      |  |     |
|             |    |                      |  |     |
| GK          | 23 | ریوتا تسوزوکی        |  |     |
| DF          | 2  | کیسوکه تسوبوی        |  |     |
| DF          | 5  | فابیو کامیلو دی برتو |  |     |
| DF          | 20 | ساتوشی هورینوچی      |  |     |
| MF          | 13 | کیتا سوزوکی (c)      |  |     |
| MF          | 22 | یوکی آبه             |  |     |
| MF          | 17 | ماکوتو هاسبه         |  |     |
| MF          | 14 | تاداکی هیراکاوا      |  |     |
| MF          | 10 | روبنسون پونتی        |  |     |
| FW          | 21 | واشینگتن             |  |     |
| FW          | 9  | یویچیرو ناگای        |  | '73 |
| ذخیره‌ها:    |    |                      |  |     |
| GK          | 1  | نوریهیرو یاماگیشی    |  |     |
| GK          | 28 | نوریهیرو کاتو        |  |     |
| DF          | 12 | شونسوکه تسوتسومی     |  |     |
| DF          | 19 | هیدکی اوچیداتی       |  |     |
| MF          | 3  | هاجیمه هوسوگای       |  |     |
| MF          | 16 | تاکاهیتو سوماً        |  |     |
| MF          | 27 | یوشیا نیشیزاوا       |  |     |
| MF          | 30 | ماسایوکی وکانو       |  |     |
| FW          | 11 | تاتسویا تاناکا       |  | '73 |
| FW          | 18 | جونکی کویکه          |  |     |
| سرمربی:     |    |                      |  |     |
| هولگر اوسیک |    |                      |  |     |

| سپاهان | اوراوا رد |

### دور برگشت
| ۱۴ نوامبر ۲۰۰۷ (۲۳ آبان ۱۳۸۶) فینال برگشت | اوراوا رد دایموندز               | ۲ – ۰ | سپاهان | سایتاما، ژاپن                                                      |
| ۱۹:۲۰ (یوتی‌سی ۹:۰۰+)                      | یویچیرو ناگای ۲۲' · یوکی آبه ۷۱' | گزارش |        | ورزشگاه: ورزشگاه سایتاما تماشاگران: ۵۹٬۰۳۴ نفر داور: روشن ایرماتوف |

| اوراوا رد:  |    |                      |     |     |
|             |    |                      |     |     |
| GK          | 23 | ریوتا تسوزوکی        |     |     |
| DF          | 2  | کیسوکه تسوبوی        |     |     |
| DF          | 4  | مارسوس تولیو تاناکا  |     |     |
| DF          | 20 | ساتوشی هورینوچی      |     |     |
| MF          | 13 | کیتا سوزوکی (c)      |     |     |
| MF          | 22 | یوکی آبه             |     |     |
| MF          | 17 | ماکوتو هاسبه         | '55 |     |
| MF          | 14 | تاداکی هیراکاوا      |     |     |
| MF          | 10 | روبنسون پونتی        |     | '80 |
| FW          | 21 | واشینگتن             |     | '89 |
| FW          | 9  | یویچیرو ناگای        |     | '85 |
| ذخیره‌ها:    |    |                      |     |     |
| GK          | 1  | نوریهیرو یاماگیشی    |     |     |
| DF          | 5  | فابیو کامیلو دی برتو |     |     |
| DF          | 12 | شونسوکه تسوتسومی     |     |     |
| DF          | 19 | هیدکی اوچیداتی       |     | '80 |
| MF          | 16 | تاکاهیتو سوماً        |     |     |
| MF          | 30 | ماسایوکی وکانو       |     | '89 |
| FW          | 11 | تاتسویا تاناکا       |     | '85 |
| FW          | 18 | جونکی کویکه          |     |     |
| سرمربی:     |    |                      |     |     |
| هولگر اوسیک |    |                      |     |     |

| سپاهان:      |    |                    |  |     |
|              |    |                    |  |     |
| GK           | 1  | عباس محمدی         |  |     |
| DF           | 5  | هادی عقیلی         |  |     |
| DF           | 8  | محسن بنگر          |  |     |
| DF           | 17 | جابا مجیری         |  |     |
| MF           | 4  | محرم نویدکیا (c)   |  |     |
| MF           | 12 | عبدالوهاب ابوالهیل |  |     |
| MF           | 21 | سعید بیات          |  | '59 |
| MF           | 25 | ابراهیم لوینیان    |  |     |
| MF           | 28 | احسان حاج‌صفی       |  |     |
| FW           | 18 | محسن حمیدی         |  | '46 |
| FW           | 20 | عماد رضا           |  | '29 |
| ذخیره‌ها:     |    |                    |  |     |
| GK           | 22 | محمد سواری         |  |     |
| GK           | 24 | مسعود همامی        |  |     |
| DF           | 2  | حمید عزیززاده      |  |     |
| DF           | 6  | جلال اکبری         |  |     |
| DF           | 7  | فرشاد بهادرانی     |  |     |
| MF           | 9  | هادی جعفری         |  |     |
| MF           | 11 | حسین کاظمی         |  | '59 |
| MF           | 19 | امیر رادی          |  |     |
| MF           | 29 | بهزاد سلطانی       |  |     |
| MF           | 30 | حسین پاپی          |  | '46 |
| FW           | 13 | محمود کریمی        |  | '29 |
| FW           | 23 | سیدمهدی سیدصالحی   |  |     |
| سرمربی:      |    |                    |  |     |
| لوکا بوناچیچ |    |                    |  |     |

| اوراوا رد | سپاهان |

## حضور در جام باشگاه‌های جهان
تیم فوتبال فولاد مبارکه سپاهان با حضور در فینال مسابقات لیگ قهرمانان آسیا در سال ۲۰۰۷ میلادی مجوز حضور در مسابقات جام باشگاه‌های جهان را دریافت کرد. این تیم به عنوان اولین تیم ایرانی در این مسابقات که در ژاپن برگزار شد، شرکت کرد. با توجه به میزبانی ژاپن در مسابقات جام باشگاه‌های جهان ۲۰۰۷ و حضور تیم ژاپنی (اوراوا رد دایموندز) در فینال لیگ قهرمانان آسیا ۲۰۰۷ به دلیل حضور قطعی و مستقیم یک تیم از کشور میزبان، سپاهان موفق شد با وجود نایب قهرمانی در لیگ قهرمانان آسیا، به مسابقات بین‌قاره‌ای جام باشگاه‌های جهان راه پیدا کند.
سپاهان در دیدار اول خود در بازی پلی‌آف جام باشگاه‌های جهان ۲۰۰۷ در تاریخ ۱۶ آذر ۱۳۸۶ و در ورزشگاه ملی المپیک توکیو به مصاف ویتاکر یونایتد نیوزیلند، قهرمان لیگ قهرمانان اقیانوسیه رفت. در این مسابقه، تیم سپاهان با گلزنی بازیکنان عراقی خود، قهرمان قارهٔ اقیانوسیه را با نتیجهٔ سه بر یک شکست داد. عماد رضا در دقایق ۳ و ۴ و عبدالوهاب ابوالهیل در دقیقهٔ ۴۷ گل‌های سپاهان را به ثمر رساندند.
سپاهان در دومین دیدار خود در تاریخ ۱۹ آذر ۱۳۸۶ و در ورزشگاه تویوتا مقابل تیم اوراوا رد ژاپن که در فینال لیگ قهرمانان آسیا ۲۰۰۷ با این تیم روبه‌رو شده بود، قرار گرفت. سپاهان در این دیدار از مرحلهٔ یک چهارم نهایی، با نتیجهٔ سه بر یک مقابل این تیم ژاپنی شکست خورد و از رویارویی با تیم آ.ث. میلان ایتالیا در مرحلهٔ نیمه نهایی این مسابقات بازماند. تک گل سپاهان به وسیلهٔ محمود کریمی در دقیقهٔ ۸۰ برای نمایندهٔ ایران رقم خورد.
در این مسابقات تیم سپاهان در بین هفت تیم حاضر، به مقام پنجمی نیز دست یافت. تیم آ.ث. میلان با برتری برابر بوکا جونیورز آرژانتین در فینال، به مقام قهرمانی این مسابقات رسید و جایزهٔ ۵ میلیون دلاری را دریافت کرد.
| جام باشگاه‌های جهان ۲۰۰۷ | جام باشگاه‌های جهان ۲۰۰۷ | جام باشگاه‌های جهان ۲۰۰۷ | جام باشگاه‌های جهان ۲۰۰۷         | جام باشگاه‌های جهان ۲۰۰۷ | جام باشگاه‌های جهان ۲۰۰۷                  |
| دوره                    | تاریخ                   | مرحله                   | مسابقات                         | نتیجه                   | گلزنان سپاهان                            |
| ----------------------- | ----------------------- | ----------------------- | ------------------------------- | ----------------------- | ---------------------------------------- |
| ۲۰۰۷                    | ۱۶ آذر ۱۳۸۶             | پلی‌آف                   | سپاهان ۳ – ۱ ویتاکر یونایتد     | برد                     | عماد رضا ۳'، ۴' · عبدالوهاب ابوالهیل ۴۷' |
| ۲۰۰۷                    | ۱۹ آذر ۱۳۸۶             | یک چهارم نهایی          | سپاهان ۱ – ۳ اوراوا رد دایموندز | باخت                    | محمود کریمی ۸۰'                          |

## فصل به فصل
در جدول زیر آمار فصل به فصل در مسابقات لیگ قهرمانان آسیا به شمار آمده است.
| #  | فصل  | نتیجه          | بازی | برد | مساوی | باخت | گل‌زده | گل‌خورده | بهترین گلزن (تعداد گل) |
| -- | ---- | -------------- | ---- | --- | ----- | ---- | ----- | ------- | ---------------------- |
| ۱  | ۲۰۰۴ | مرحله گروهی    | ۶    | ۴   | ۱     | ۱    | ۱۵    | ۱۰      | محمود کریمی (۶)        |
| ۲  | ۲۰۰۵ | مرحله گروهی    | ۶    | ۳   | ۲     | ۱    | ۱۰    | ۶       | رسول خطیبی (۴)         |
| ۳  | ۲۰۰۷ | نایب قهرمان    | ۱۲   | ۵   | ۵     | ۲    | ۱۶    | ۹       | مهدی سیدصالحی (۵)      |
| ۴  | ۲۰۰۸ | مرحله گروهی    | ۶    | ۲   | ۱     | ۳    | ۵     | ۸       | هادی عقیلی (۲)         |
| ۵  | ۲۰۰۹ | مرحله گروهی    | ۶    | ۲   | ۱     | ۳    | ۹     | ۷       | عماد رضا (۲)           |
| ۶  | ۲۰۱۰ | مرحله گروهی    | ۶    | ۲   | ۲     | ۲    | ۵     | ۵       | احمد جمشیدیان (۲)      |
| ۷  | ۲۰۱۱ | یک چهارم نهایی | ۹    | ۶   | ۱     | ۲    | ۱۹    | ۱۰      | ابراهیم توره (۵)       |
| ۸  | ۲۰۱۲ | یک چهارم نهایی | ۹    | ۵   | ۲     | ۲    | ۱۲    | ۸       | برونو سزار (۵)         |
| ۹  | ۲۰۱۳ | مرحله گروهی    | ۶    | ۳   | ۰     | ۳    | ۱۲    | ۱۳      | جواهیر سوکای (۳)       |
| ۱۰ | ۲۰۱۴ | مرحله گروهی    | ۶    | ۲   | ۱     | ۳    | ۹     | ۸       | مهدی شریفی (۴)         |
| ۱۱ | ۲۰۱۶ | مرحله گروهی    | ۶    | ۱   | ۰     | ۵    | ۲     | ۱۱      | لوسیانو پریرا (۲)      |
| ۱۲ | ۲۰۲۰ | مرحله گروهی    | ۶    | ۲   | ۱     | ۳    | ۶     | ۸       | ۶ بازیکن (۱)           |
| ۱۳ | ۲۰۲۲ | مرحله گروهی    | ۶    | ۲   | ۱     | ۳    | ۸     | ۹       | شهریار مغانلو (۳)      |
| ۱۴ | ۲۰۲۳ | یک هشتم نهایی  | ۸    | ۳   | ۱     | ۴    | ۱۸    | ۱۴      | رامین رضاییان (۵)      |
| ۱۵ | ۲۰۲۴ | پلی‌آف          | ۱    | ۰   | ۰     | ۱    | ۱     | ۴       | محمدمهدی محبی (۱)      |

## آمار مسابقات در برابر تیم‌های کشورها
در جدول زیر بازی‌های سپاهان در مسابقات لیگ قهرمانان آسیا به شمار آمده است.
| کشور              | بازی | برد | مساوی | باخت | گل‌زده | گل‌خورده | تفاضل گل |
| ----------------- | ---- | --- | ----- | ---- | ----- | ------- | -------- |
| عربستان سعودی     | ۳۱   | ۱۱  | ۶     | ۱۴   | ۳۳    | ۵۱      | ۱۸−      |
| امارات متحده عربی | ۲۳   | ۱۰  | ۶     | ۷    | ۳۸    | ۲۴      | ۱۴+      |
| ازبکستان          | ۱۵   | ۸   | ۲     | ۵    | ۳۳    | ۱۶      | ۱۷+      |
| قطر               | ۱۵   | ۶   | ۰     | ۹    | ۲۱    | ۲۷      | ۶–       |
| سوریه             | ۶    | ۴   | ۰     | ۲    | ۱۳    | ۶       | ۷+       |
| ژاپن              | ۴    | ۰   | ۳     | ۱    | ۱     | ۳       | ۲−       |
| عراق              | ۲    | ۱   | ۱     | ۰    | ۳     | ۲       | ۱+       |
| کویت              | ۲    | ۱   | ۱     | ۰    | ۵     | ۳       | ۲+       |
| ایران             | ۱    | ۱   | ۰     | ۰    | ۲     | ۰       | ۲+       |
| جمع               | ۹۱   | ۳۹  | ۱۷    | ۳۴   | ۱۳۰   | ۱۱۸     | ۱۲+      |

در جدول زیر بازی‌های سپاهان در مسابقات جام باشگاه‌های جهان به شمار آمده است.
| کشور     | بازی | برد | مساوی | باخت | گل‌زده | گل‌خورده | تفاضل گل |
| -------- | ---- | --- | ----- | ---- | ----- | ------- | -------- |
| نیوزیلند | ۱    | ۱   | ۰     | ۰    | ۳     | ۱       | ۲+       |
| ژاپن     | ۱    | ۰   | ۰     | ۱    | ۱     | ۳       | ۲−       |
| جمع      | ۲    | ۱   | ۰     | ۱    | ۴     | ۴       | ۰        |

## آمار مسابقات در برابر تیم‌ها
در جدول زیر بازی‌های سپاهان در مسابقات لیگ قهرمانان آسیا به شمار آمده است.
| تیم               | بازی     | برد      | مساوی    | باخت     | گل‌زده    | گل‌خورده  |
| ازبکستان          | ازبکستان | ازبکستان | ازبکستان | ازبکستان | ازبکستان | ازبکستان |
| ----------------- | -------- | -------- | -------- | -------- | -------- | -------- |
| بنیادکار          | ۵        | ۱        | ۲        | ۲        | ۶        | ۷        |
| پاختاکور          | ۴        | ۳        | ۰        | ۱        | ۸        | ۴        |
| آلمالیق           | ۲        | ۲        | ۰        | ۰        | ۱۲       | ۱        |
| نفتچی             | ۲        | ۲        | ۰        | ۰        | ۷        | ۱        |
| لوکوموتیو         | ۲        | ۰        | ۰        | ۲        | ۰        | ۳        |
| امارات متحده عربی |          |          |          |          |          |          |
| العین             | ۸        | ۱        | ۴        | ۳        | ۱۰       | ۱۰       |
| النصر             | ۶        | ۵        | ۰        | ۱        | ۱۱       | ۳        |
| الوحده            | ۲        | ۱        | ۱        | ۰        | ۳        | ۱        |
| الشباب            | ۲        | ۱        | ۰        | ۱        | ۳        | ۲        |
| الجزیره           | ۲        | ۲        | ۰        | ۰        | ۹        | ۲        |
| شباب الاهلی       | ۳        | ۰        | ۱        | ۲        | ۲        | ۶        |
| ایران             |          |          |          |          |          |          |
| استقلال           | ۱        | ۱        | ۰        | ۰        | ۲        | ۰        |
| ژاپن              |          |          |          |          |          |          |
| کاوازاکی          | ۲        | ۰        | ۲        | ۰        | ۰        | ۰        |
| اوراوا رد         | ۲        | ۰        | ۱        | ۱        | ۱        | ۳        |
| سوریه             |          |          |          |          |          |          |
| الاتحاد           | ۴        | ۲        | ۰        | ۲        | ۸        | ۵        |
| الوحده            | ۲        | ۲        | ۰        | ۰        | ۵        | ۱        |
| عراق              |          |          |          |          |          |          |
| نیروی هوایی       | ۲        | ۱        | ۱        | ۰        | ۳        | ۲        |
| عربستان سعودی     |          |          |          |          |          |          |
| الاتحاد           | ۷        | ۳        | ۰        | ۴        | ۷        | ۱۵       |
| الشباب            | ۶        | ۴        | ۲        | ۰        | ۶        | ۲        |
| الهلال            | ۶        | ۲        | ۱        | ۳        | ۸        | ۱۱       |
| الاهلی            | ۶        | ۱        | ۲        | ۳        | ۷        | ۱۴       |
| الاتفاق           | ۲        | ۱        | ۰        | ۱        | ۴        | ۲        |
| النصر             | ۲        | ۰        | ۰        | ۲        | ۰        | ۴        |
| التعاون           | ۲        | ۰        | ۱        | ۱        | ۱        | ۴        |
| قطر               |          |          |          |          |          |          |
| السد              | ۶        | ۳        | ۰        | ۳        | ۹        | ۱۱       |
| الغرافه           | ۴        | ۲        | ۰        | ۲        | ۶        | ۵        |
| لخویا             | ۲        | ۱        | ۰        | ۱        | ۲        | ۲        |
| الدحیل            | ۳        | ۰        | ۰        | ۳        | ۴        | ۹        |
| کویت              |          |          |          |          |          |          |
| العربی            | ۲        | ۱        | ۱        | ۰        | ۵        | ۳        |
| مجموع             | ۹۶       | ۴۰       | ۱۹       | ۳۷       | ۱۳۷      | ۱۳۰      |

در جدول زیر بازی‌های سپاهان در مسابقات جام باشگاه‌های جهان به شمار آمده است.
| تیم            | بازی     | برد      | مساوی    | باخت     | گل‌زده    | گل‌خورده  |
| نیوزیلند       | نیوزیلند | نیوزیلند | نیوزیلند | نیوزیلند | نیوزیلند | نیوزیلند |
| -------------- | -------- | -------- | -------- | -------- | -------- | -------- |
| ویتاکر یونایتد | ۱        | ۱        | ۰        | ۰        | ۳        | ۱        |
| ژاپن           |          |          |          |          |          |          |
| اوراوا رد      | ۱        | ۰        | ۰        | ۱        | ۱        | ۳        |
| مجموع          | ۲        | ۱        | ۰        | ۱        | ۴        | ۴        |

## آمار کلی مسابقات
جدول زیر آمار کلی مسابقات رسمی آسیایی و بین‌المللی تیم سپاهان را نشان می‌دهد:

## برترین گلزنان
جدول زیر برترین گلزنان تیم سپاهان در مسابقات لیگ قهرمانان آسیا را نشان می‌دهد:
| # | نام بازیکن        | گل‌زده |
| - | ----------------- | ----- |
| ۱ | محمود کریمی       | ۱۱    |
| ۲ | سید مهدی سیدصالحی | ۱۰    |
| ۳ | رسول خطیبی        | ۷     |
| ۳ | عماد محمد رضا     | ۷     |
| ۳ | جواهیر سوکای      | ۷     |
| ۴ | ابراهیم توره      | ۶     |
| ۴ | هادی عقیلی        | ۶     |
| ۵ | احمد جمشیدیان     | ۵     |
| ۵ | برونو سزار        | ۵     |
| ۵ | رامین رضاییان     | ۵     |
| ۶ | شهریار مغانلو     | ۴     |
| ۶ | محسن بنگر         | ۴     |
| ۶ | مهدی شریفی        | ۴     |

## آمار مربیان
جدول زیر آمار تعداد دفعاتی که سرمربیان سپاهان، هدایت تیم را در هر فصل از لیگ قهرمانان آسیا بر عهده داشته‌اند، نشان می‌دهد:
| # | دوره | نام مربی (دفعات حضور)            |
| - | ---- | -------------------------------- |
| ۱ | ۲۰۰۴ | فرهاد کاظمی (۶)                  |
| ۲ | ۲۰۰۵ | استانکو پوکله‌پوویچ (۶)           |
| ۳ | ۲۰۰۷ | لوکا بوناچیچ (۱۲)                |
| ۴ | ۲۰۰۸ | جوروان ویرا (۶)                  |
| ۵ | ۲۰۰۹ | فرهاد کاظمی (۵) / بیژن طاهری (۱) |
| ۶ | ۲۰۱۰ | امیر قلعه‌نویی (۶)                |

| #  | دوره | نام مربی (دفعات حضور)                  |
| -- | ---- | -------------------------------------- |
| ۷  | ۲۰۱۱ | امیر قلعه‌نویی (۷) / لوکا بوناچیچ (۲)   |
| ۸  | ۲۰۱۲ | زلاتکو کرانچار (۹)                     |
| ۹  | ۲۰۱۳ | زلاتکو کرانچار (۶)                     |
| ۱۰ | ۲۰۱۴ | زلاتکو کرانچار (۶)                     |
| ۱۱ | ۲۰۱۶ | ایگور اشتیماتس (۵) / قاسم زاغی‌نژاد (۱) |
| ۱۲ | ۲۰۲۰ | امیر قلعه‌نویی (۲) / محرم نویدکیا (۴)   |
| ۱۳ | ۲۰۲۲ | محرم نویدکیا (۶)                       |
| ۱۴ | ۲۰۲۳ | ژوزه مورایس (۷)                        |
| ۱۵ | ۲۰۲۴ | ژوزه مورایس (۱)                        |

جدول زیر آمار کلی تعداد دفعاتی که سرمربیان سپاهان، هدایت تیم را در لیگ قهرمانان آسیا بر عهده داشته‌اند، نشان می‌دهد:
| # | نام مربی           | دفعات حضور |
| - | ------------------ | ---------- |
| ۱ | زلاتکو کرانچار     | ۲۱         |
| ۲ | امیر قلعه‌نویی      | ۱۵         |
| ۳ | لوکا بوناچیچ       | ۱۴         |
| ۴ | فرهاد کاظمی        | ۱۱         |
| ۵ | محرم نویدکیا       | ۱۰         |
| ۶ | ژوزه مورایس        | ۸          |
| ۷ | استانکو پوکله‌پوویچ | ۶          |
| ۷ | جوروان ویرا        | ۶          |
| ۸ | ایگور اشتیماتس     | ۵          |
| ۹ | بیژن طاهری         | ۱          |
| ۹ | قاسم زاغی‌نژاد      | ۱          |

## دیگر آمارها
- بهترین پیروزی‌ها:
  - برد ۹–۰ مقابل تیم فوتبال  آلمالیق - (۲۰۲۳)
  - برد ۵–۰ مقابل تیم فوتبال  الاتحاد سوریه - (۲۰۰۷)
  - برد ۵–۱ مقابل تیم فوتبال  الجزیره امارات - (۲۰۱۱)
  - برد ۴–۰ مقابل تیم فوتبال  نفتچی ازبکستان - (۲۰۰۴)
  - برد ۴–۰ مقابل تیم فوتبال  السد قطر - (۲۰۱۴)
  - برد ۴–۰ مقابل تیم فوتبال  العین امارات - (۲۰۲۰)
- بدترین شکست‌ها:
  - باخت ۰–۴ مقابل تیم فوتبال  الاتحاد عربستان (۲ بار) - (۲۰۰۴) و (۲۰۱۶)
  - باخت  ۱–۴ مقابل تیم فوتبال  شباب الاهلی - (۲۰۲۴)
  - باخت  ۱-۴ مقابل تیم فوتبال   الاهلی عربستان  (۲بار) ( ۲۰۱۲) و (۲۰۱۳)

- - باخت ۲–۵ مقابل تیم فوتبال  الدحیل - (۲۰۲۲)
- پرگل‌ترین بازی‌ها:
  - سپاهان ایران  ۹–۰  آلمالیق (۹ گل) - (۲۰۲۳)
  - سپاهان ایران  ۲–۵  الدحیل (۷ گل) - (۲۰۲۲)
  - سپاهان ایران  ۵–۱  الجزیره امارات (۶ گل) - (۲۰۱۱)
  - سپاهان ایران  ۲–۴  الاهلی عربستان (۶ گل) - (۲۰۱۳)
  - سپاهان ایران  ۱–۴  شباب الاهلی امارات (۵ گل) - (۲۰۲۴)

## مقام‌ها
- لیگ قهرمانان آسیا
  - نایب قهرمانی (۱): ۲۰۰۷
- جام باشگاه‌های جهان
  - پنجم (۱): ۲۰۰۷